# جون غراف
جون غراف (بالإنجليزية: John Graff)‏ هو لاعب كرة قاعدة أمريكي، ولد في 1 نوفمبر 1866 في واشنطن العاصمة في الولايات المتحدة، وتوفي بنفس المكان في 2 أبريل 1932.

## وصلات خارجية
- جون غراف على موقعبيزبول رفرنس.كوم (الدوري الرئيسي) (الإنجليزية)